# Joan Rom
Joan Rom (Barcelona, 1954) es un artista español formado en la Universidad de Barcelona, donde estudió bellas artes, primero interesándose por la pintura para pasar después por un período más escultórico, donde usaba materiales poco convencionales, habitualmente materiales de desecho u objetos encontrados. A pesar de que su formación fue de carácter pictórico, el mismo artista consideraba que su técnica era más propia de un escultor. Cabe mencionar que en el año 1998, cuando Rom se encontraba en un buen momento en su trayectoria artística, decidió abandonar su actividad como artista para dedicarse a la docencia.